# نوئل صربی

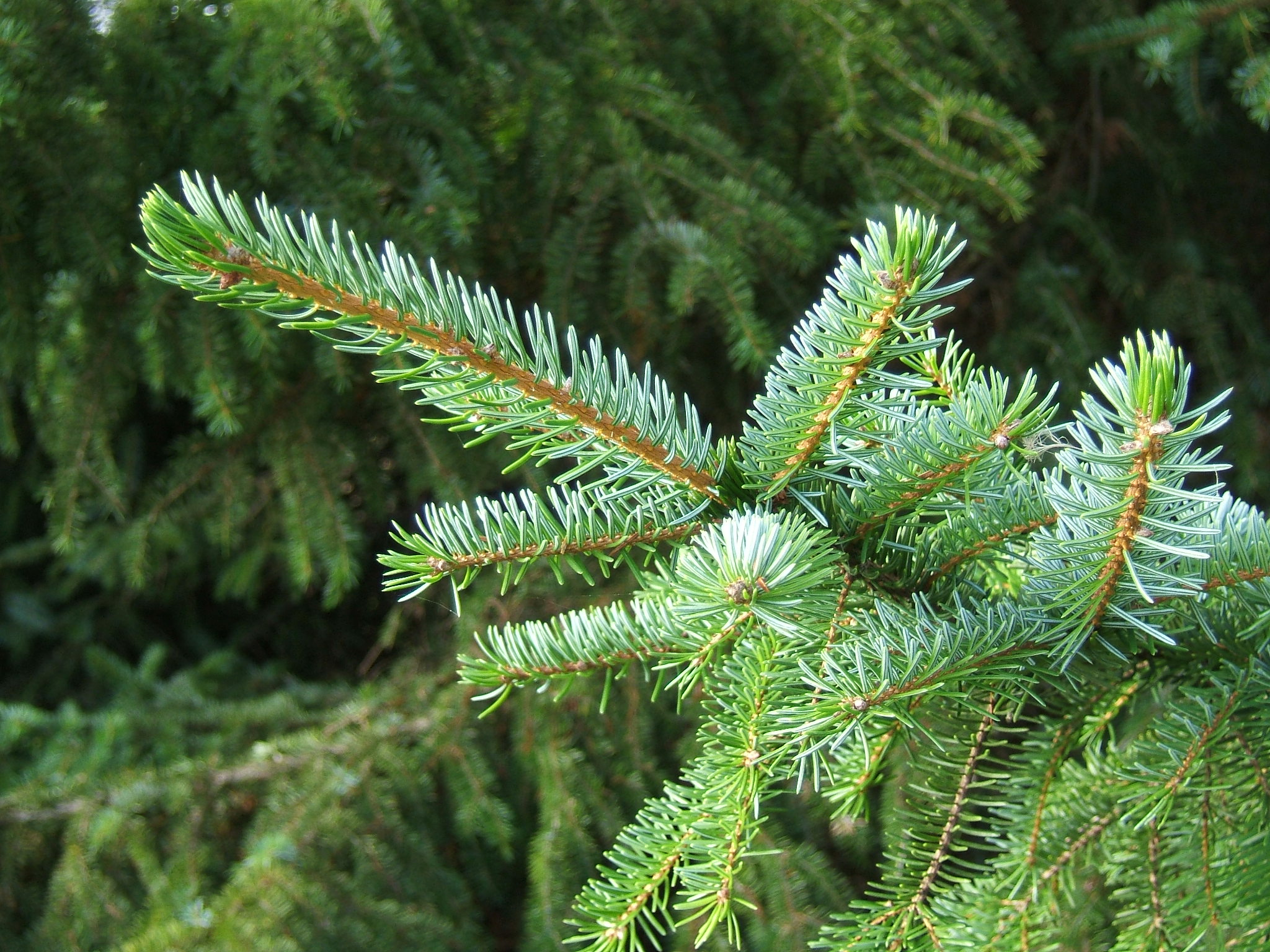

نوئل صربی (نام علمی: Picea omorika) نام یک گونه‌ای از مخروطیان این درخت بومی درهٔ درینا ریور در صربستان غربی و شرق بوسنی و هرزگوین، با کل محدودهٔ تنها ۶۰ هکتار، در ارتفاع ۸۰۰–۱٬۶۰۰ متر است. اولین بار در سال ۱۸۷۵ در نزدیکی روستای زووین (صربستان) در کوه تارا کشف شد و گیاه‌شناس صرب Josif Pančić آن را نامگذاری کرد.

## توصیف

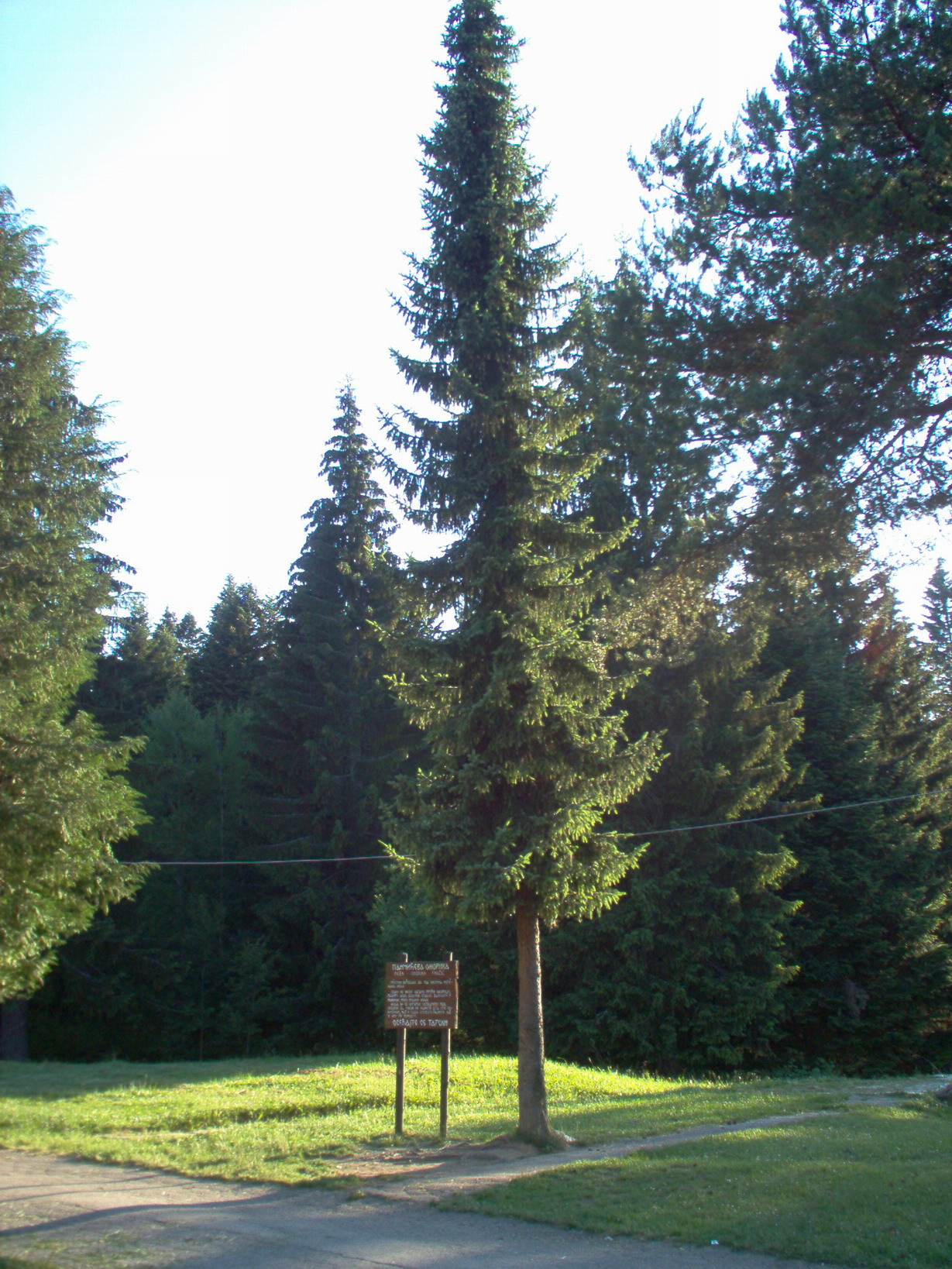
نوئل صربی در محدودهٔ طبیعی‌اش. به نوک (بالاترین قسمت درخت) بسیار نازک آن دقت کنید.

درخت همیشه‌سبزی با اندازهٔ متوسط تا ارتفاع ۲۰ متری و در موارد استثنایی تا ارتفاع ۴۰ متری رشد می‌کند، قطر تنهٔ آن بیش از ۱ متر است. جوانه‌های آن قهوه‌ای مایل به زرد و به‌طور متراکمی پوشیده از کرک هستند. برگ‌ها سوزنی شکل هستند و ۱۰ الی ۲۰ میلی‌متر طول دارند، در مقطع عرضی مسطحند، بخش بالایی آن‌ها آبی -سبز تیره و بخش پایینی آن‌ها آبی-سفید هستند. طول مخروط آن‌ها ۳ الی ۷ سانتیمتر، دوک‌مانند (دوکی شکل، در وسط پهن)، هنگام جوانی صورتی تیره (اغلب سیاه) و هنگام بلوغ و رسیدن و ۵ الی ۷ ماه پس از گرده‌افشانی قهوه‌ای تیره و سفت و سخت شده هستند.

## کاشت
خارج از گسترهٔ بومی‌اش، نوئل صربی در باغ‌های بزرگ به عنوان گیاه زینتی اهمیت زیادی دارد. در اروپای شمالی و آمریکای شمالی به خاطر شکل تاج مانند خیلی جذاب نوک آن و توانایی رشد در طیف وسیعی از خاک‌ها، از جمله:خاک قلیایی، خاک رس، خاک اسیدی و خاک ماسه‌ای، گرچه خاک مرطوب و خاک شنی خشک‌شده را ترجیح می‌دهد، مهم و باارزش است.
این درخت بویژه در اروپای شمالی به میزان کمی در جنگل‌داری برای درخت کریسمس، الوار و تولید کاغذ کاشته می‌شود. گرچه به علت رشد کند از نوئل سیتکایی و نوئل نروژی اهمیت کمتری دارد.

## محیط زیست
به دلیل محدود بودن گسترۀ آن، منبع اصلی تغذیه حیوانات وحشی نیست،اما برای پرندگان و پستانداران کوچک پوششی را برای پنهان شدن فراهم می‌کند.پیش از دورۀ پلیستوسن عصر یخبندان ، در سراسر اروپا، محدودۀ رشد بسیار بزرگتری داشت.